# 양키엘 레온
양키엘 레온 알라르콘(스페인어: Yankiel León Alarcón, 1982년 4월 26일~)은 쿠바의 권투 선수이다. 2008년 하계 올림픽 남자 밴텀급에서 은메달을 획득했으며 세계 선수권 대회에서 동메달 1개를 획득했다.